# Andrea Aloisio
Andrea Aloisio (* 16. Oktober 1992) ist ein Schweizer Wasserspringer. Er startet für den Verein Lausanne Natation im Kunstspringen vom 1-m- und 3-m-Brett und zusammen mit Quentin Stoudmann im 3-m-Synchronspringen.
Aloisio begann im Alter von neun Jahren mit dem Wasserspringen. Sein erster internationaler Wettkampf im Erwachsenenbereich war die Europameisterschaft 2010 in Budapest. Er belegte dort vom 1-m- und 3-m-Brett jeweils Rang 18, im Synchronspringen errang er mit Stoudmann Rang 12. Im folgenden Jahr erreichte er bei der Europameisterschaft in Turin erstmals einen Final und wurde vom 1-m-Brett Achter. Vom 3-m-Brett kam er zudem auf Rang 20 und mit Stoudmann im Synchronspringen auf Rang elf. Er nahm im gleichen Jahr an der Weltmeisterschaft in Shanghai teil, schied dort aber vom 1-m- und 3-m-Brett im Vorkampf aus. Bei der Sommer-Universiade 2011 in Shenzhen erreichte er im Einzel und im Synchronwettbewerb vom 3-m-Brett jeweils Rang acht.
Aloisio gewann seit 2007 mehrere nationale Meistertitel.